# Dirty Pictures
Dirty Pictures (bra Fotos Proibidas) é um docudrama estadunidense de 2000 dirigido por Frank Pierson. O roteiro de Ilene Chaiken foca no julgamento do diretor do Centro de Arte Contemporânea de Cincinnati, Dennis Barrie (interpretado por James Woods), que foi acusado de promover pornografia ao apresentar uma exposição de fotos de Robert Mapplethorpe que incluía imagens de crianças nuas e exibições gráficas de sadomasoquismo homossexual.
O filme estreou na Showtime em 20 de maio de 2000. Posteriormente, foi lançado em VHS e DVD.

## Elenco
- James Woods – Dennis Barrie
- Craig T. Nelson – xerife Simon Leis
- Diana Scarwid – Dianne Barrie
- Leon Pownall – Procurador Prouty
- Matt North – Monty Lobb
- David Huband – Sirkin
- Judah Katz – Mizibov
- Rachael Crawford – Bosworth
- Marnie McPhail – Reising
- R.D. Reid – Albanese
- Allegra Fulton – Angela
- Michele Muzzi – Brenda
- Martin Roach – Ed
- Tony De Santis – Floyd
- Kenneth McGregor – Gil
- Jeff Pustil – Harry
- Sally Cahill – Liz
- Linda Goranson – Mary
- Geoffrey Bowes -Suit
- John Evans – Tucker
- Jonathan Whittaker – Muntz
- Colin Fox – Walsh
- Michael Seater – Ian
- Stephen Joffe – Kevin Barrie
- Nicky Guadagni – Kardon
- Nancy Beatty – Reisman
- Lawrence Bayne – Stein
- Dave Nichols – Johnson
- Michael Dyson – Meirinho
- Frank Moore – Ruberg

## Prêmios e indicações
- Globo de Ouro de melhor minissérie ou telefilme (venceu)[3]
- Globo de Ouro de melhor ator em minissérie ou telefilme (James Woods, indicado)[4]
- Emmy de Melhor Fotografia em Minissérie ou Telefilme (indicado)
- Emmy de Melhor Mixagem de Som em Minissérie ou Telefilme (indicado)
- Satélite de Melhor Ator - Minissérie ou Filme de TV (Woods, venceu)
- Satélite de Melhor Filme de TV (indicado)
- Screen Actors Guild Award por Melhor Ator em Minissérie ou Filme para Televisão (Woods, indicado)
- Editores de Cinema Norte-americanos de Melhor Filme para Televisão (venceu)
- Prêmio Ninfa de Ouro do Festival de TV Monte Carlo de Melhor Filme (venceu)